# 계루군왕
계루군왕(桂婁郡王)은 중국 당나라에서 발해국 국왕의 장남 혹은 적자에게 내려준 군왕(郡王) 왕작이었다. 첫 수여자는 발해 고왕 대조영의 장남 무왕 대무예였다. 발해 국왕을 발해군왕에 봉하면서 그의 아들은 계루군왕으로 봉했는데, 계루군왕의 계루는 고구려의 계루부에서 유래한 이름이다.
계루군왕 외에도 발해에는 허왕(許王)의 작위가 있었다.

## 역대 계루군왕
- 대무예(大武藝, 713년 2월 ~ 719년), 부왕 고왕 대조영 사망으로 발해 국왕 즉위
- 대도리행(大都利行, 720년 8월 ~ 728년)
- 대무예(大武藝, 728년 ~ 732년), 복위. 책부원귀에 의하면 732년 그 해에 발해, 계루군왕 대무예가 사망했다는 기사가 나타난다.

## 같이 보기
- 친왕
- 군왕

## 참고 자료
- 『舊唐書』渤海靺鞨傳
- 『册府元龜』